# بيير روزنبرغ
بيير روزنبرغ (بالفرنسية: Pierre Rosenberg)‏ هو مؤرخ الفن فرنسي، ولد في 13 أبريل 1936 في باريس في فرنسا.

## وصلات خارجية
- بيير روزنبرغ على موقع IMDb (الإنجليزية)
- بيير روزنبرغ على موقع قاعدة بيانات الفيلم (الإنجليزية)